# Evan Handler
Pour les articles homonymes, voir Handler.
Evan Handler, né le 10 janvier 1961 à New York, est un acteur américain.

## Biographie
Né le 10 janvier 1961 à New York, Evan Handler est un acteur, écrivain, journaliste et scénariste américain. Il est apparu dans de nombreuses séries télé depuis les années 1980, à commencer par Deux flics à Miami (1984), mais sa carrière fut brusquement stoppée lorsqu'il appris qu'il était atteint d'une leucémie. Après plusieurs années de combat contre la maladie, marquées par des rémissions et des rechutes, Evan finit par guérir. Son premier livre, Time on Fire: My Comedy of Terrors, évoquant ces années difficiles, est un témoignage de cette victoire contre la leucémie.
Son état lui permettant de travailler à nouveau, Evan Handler collabore à plusieurs pièces de théâtre à Broadway en tant que producteur, acteur ou auteur. Il passe aussi au grand écran en 1996 avec La Rançon, de Ron Howard. Dans les années 2000, il est surtout sollicité par le petit écran dans diverses séries telles que À la Maison-Blanche (2001), Friends ou Six Feet Under (2003).
Il a joué notamment le rôle du mari de Charlotte York dans la série Sex and the City, qu'il obtient lors de la saison 5 en 2002. Il interprète Harry Goldenblatt, un avocat juif bon vivant, qui sort des canons de beauté habituels de la jeune femme. Très amoureux de Charlotte (Kristin Davis), il compense son manque de bonnes manières par un humour et une joie de vivre communicative.
Evan Handler apparaît aussi dans quelques séries comme Lost, 24 heures chrono (2005) ou Les Experts : Miami avant de retrouver un rôle régulier dans Studio 60 on the Sunset Strip, une série sur les coulisses d'un show télé américain (du même genre que la série à succès 30 Rock) avec Matthew Perry et Amanda Peet en tête d'affiche. Malheureusement, le programme est arrêté au bout d'une saison.
Il a également interprété, de 2007 à 2014, dans la série Californication, le rôle de Charlie Runkle, l'ami de l'écrivain Hank Moody joué par David Duchovny.

## Filmographie

### Cinéma
- 1981 : L'Élu (The Chosen) : Goldberg
- 1981 : Taps de Harold Becker : Edward West
- 1982 : Dear Mr. Wonderful : Ray
- 1985 : War and Love : Elie
- 1987 : Sweet Lorraine : Bobby
- 1994 : Tueurs nés (Natural Born Killers) : David
- 1996 : La Rançon (Ransom) : Miles Roberts
- 1998 : Harvest : Ray Baker
- 2008 : Sex and the City, le film : Harry Goldenblatt
- 2010 : Sex and the City 2 : Harry Goldenblatt

### Séries télévisées
- 1985 : Deux Flics à Miami (Miami Vice) - Saison 1, épisode 13 : Louis
- 1987 : What If I'm Gay? : Allen
- 1992 : Woops! : Mark Braddock
- 1999 : It's Like, You Know... (It's Like, You Know…) : Shrug
- 2000 : The Three Stooges de James Frawley : Larry Fine
- 2002 : John Doe : Max Clark (épisode 6)
- 2002 - 2004 : Sex and the City : Harry Goldenblatt
- 2003 : Friends: le réalisateur (saison 9 épisode 11)
- 2003 : Six Feet Under, Saison 3, épisode 4, Sur un air d’opéra (Nobody Sleeps) : Scott Philip Smith
- 2005 : 24 Heures chrono : David Weiss
- 2006 : Lost : Dave
- 2007 : Sex and the City : Harry Goldenblatt
- 2007 - 2014 : Californication : Charlie Runkle
- 2016 : American Crime Story : Alan Dershowitz
- 2019 : LA's Finest :Chef du commissariat
- 2019 :  Power : Jacob Warner
- 2021–2025 : And Just Like That... : Harry Goldenblatt